# Scythropochroa trichoalata
Scythropochroa trichoalata är en tvåvingeart som beskrevs av Werner Mohrig 1996. Scythropochroa trichoalata ingår i släktet Scythropochroa och familjen sorgmyggor. Inga underarter finns listade i Catalogue of Life.